# William Kellogg (Politiker)

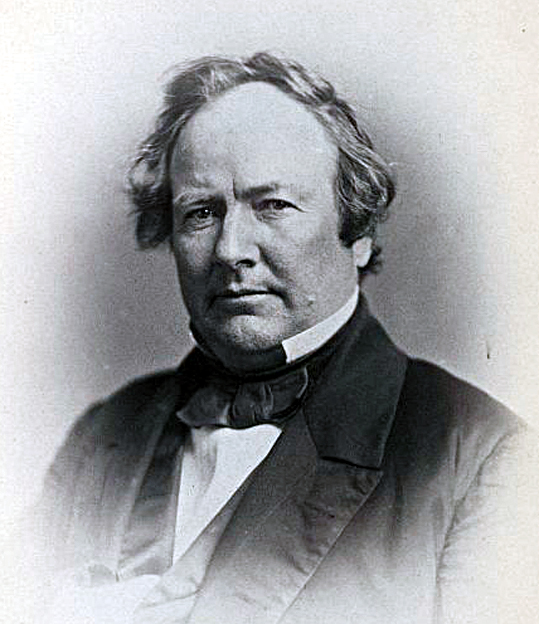
William Kellogg (1859)

William Kellogg  (* 8. Juli 1814 in Kelloggsville, Ashtabula County, Ohio; † 20. Dezember 1872 in Peoria, Illinois) war ein US-amerikanischer Politiker. Zwischen 1857 und 1863 vertrat er den Bundesstaat Illinois im US-Repräsentantenhaus.

## Werdegang
William Kellogg besuchte die öffentlichen Schulen seiner Heimat. Nach einem anschließenden Jurastudium und seiner Zulassung als Rechtsanwalt begann er in Canton (Illinois) in diesem Beruf zu arbeiten. Gleichzeitig schlug er eine politische Laufbahn ein. In den Jahren 1849 und 1850 war er Abgeordneter im Repräsentantenhaus von Illinois; von 1850 bis 1855 amtierte er als Richter. Politisch schloss er sich der 1854 gegründeten Republikanischen Partei an.
Bei den Kongresswahlen des Jahres 1856 wurde Kellogg im vierten Wahlbezirk von Illinois in das US-Repräsentantenhaus in Washington, D.C. gewählt, wo er am 4. März 1857 die Nachfolge von James Knox antrat. Nach zwei Wiederwahlen konnte er bis zum 3. März 1863 drei Legislaturperioden im Kongress absolvieren. Diese waren bis 1861 von den Ereignissen im unmittelbaren Vorfeld des Bürgerkrieges und danach vom Krieg selbst geprägt.
Zwischen 1865 und 1867 war William Kellog als Chief Justice Oberster Richter im Nebraska-Territorium. Danach leitete er bis 1869 den Finanzbezirk von Peoria. Anschließend ging er für einige Zeit als Richter in den Bundesstaat Mississippi. Nach der Wiederzulassung dieses Staates zur Union kandidierte er erfolglos für den Kongress. Bald darauf kehrte er nach Peoria zurück, wo er am 20. Dezember 1872 starb.